# Твардогура
Твардогура (пол. Twardogóra, нем. Festenberg (Фестенберг)) — город в Польше, входит в Нижнесилезское воеводство, Олесницкий повят. Имеет статус городско-сельской гмины. Занимает площадь 8,29 км². Население — 6905 человек (на 2005 год).

## Галерея

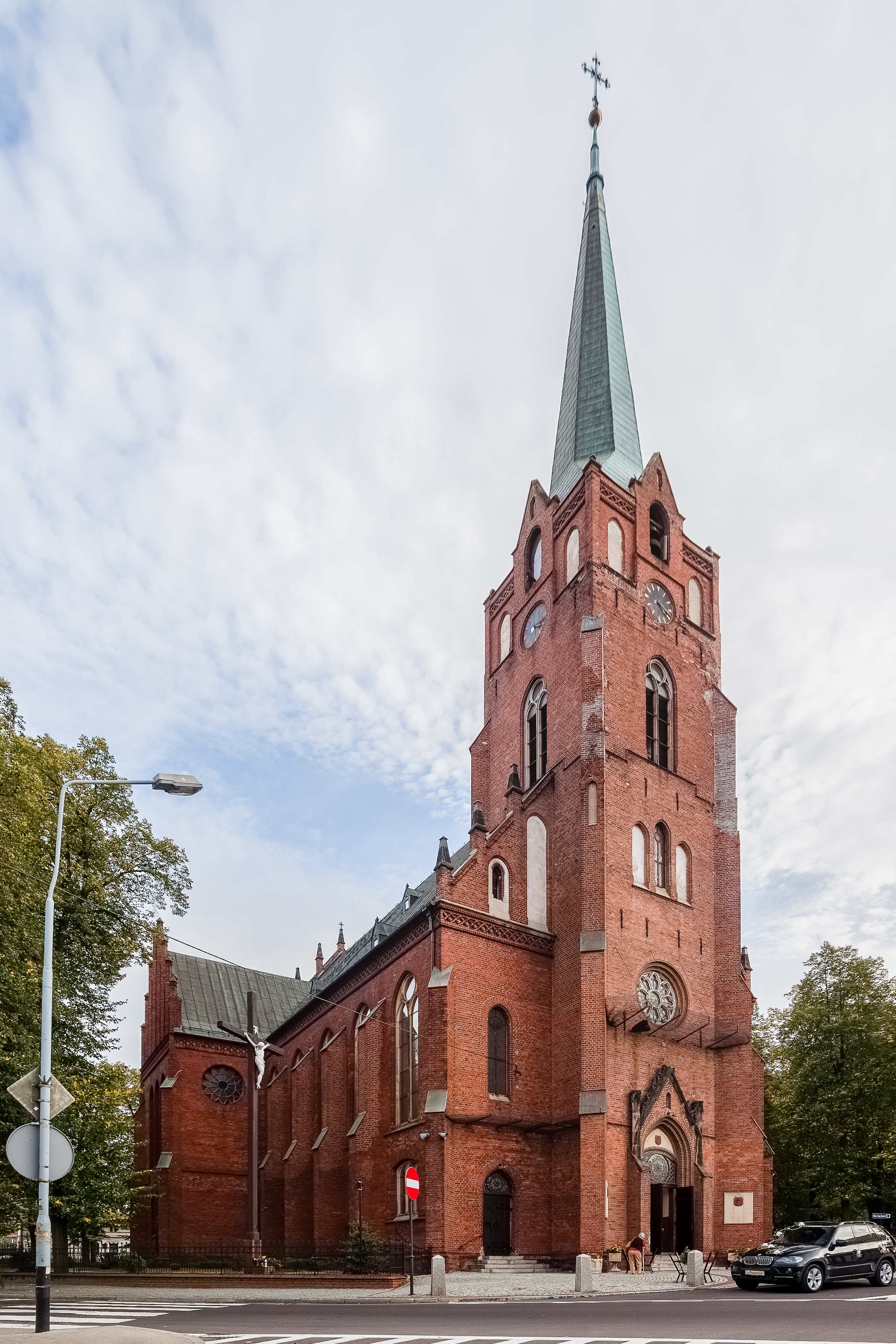
Церковь
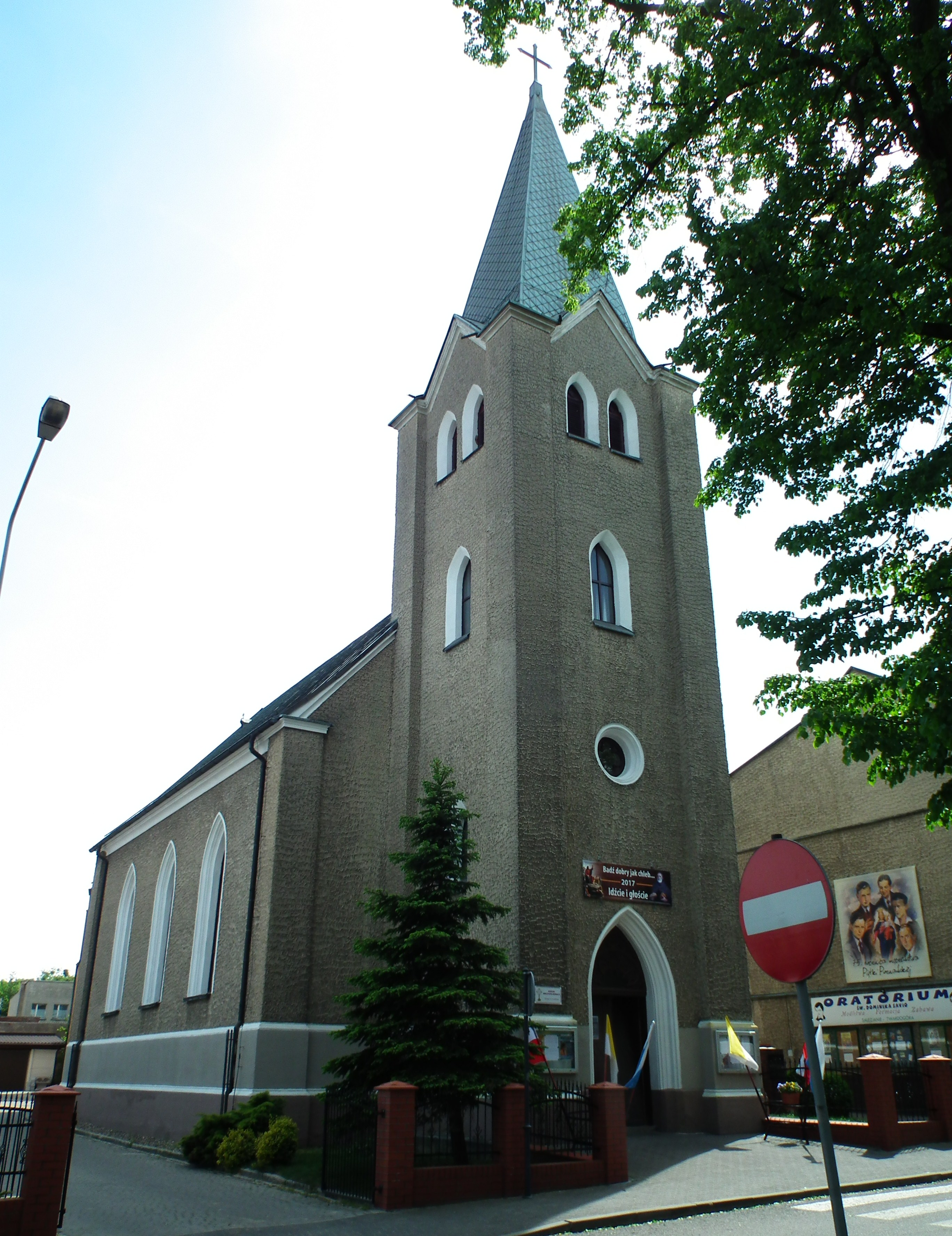
Церковь
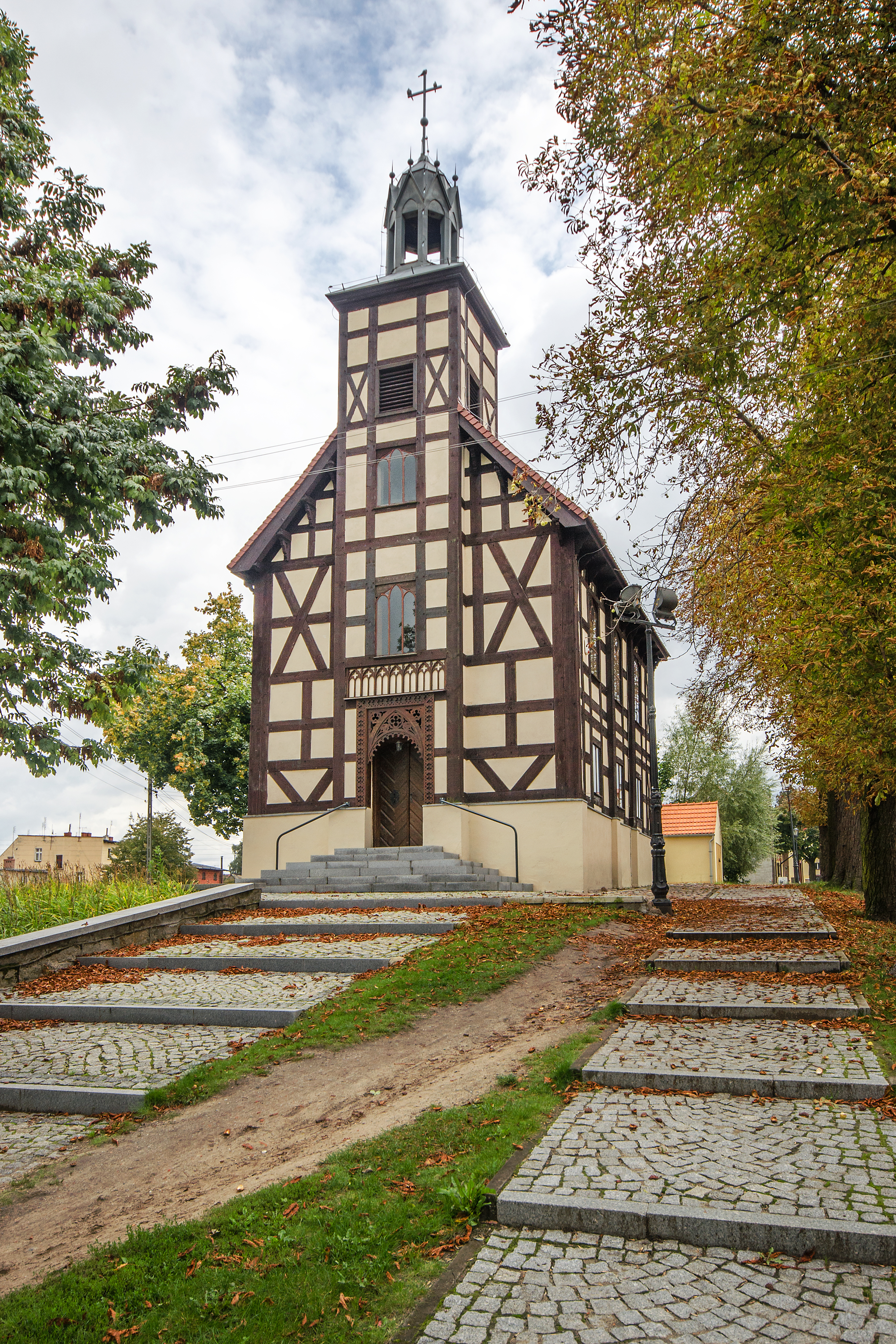
Церковь Св. Троицы
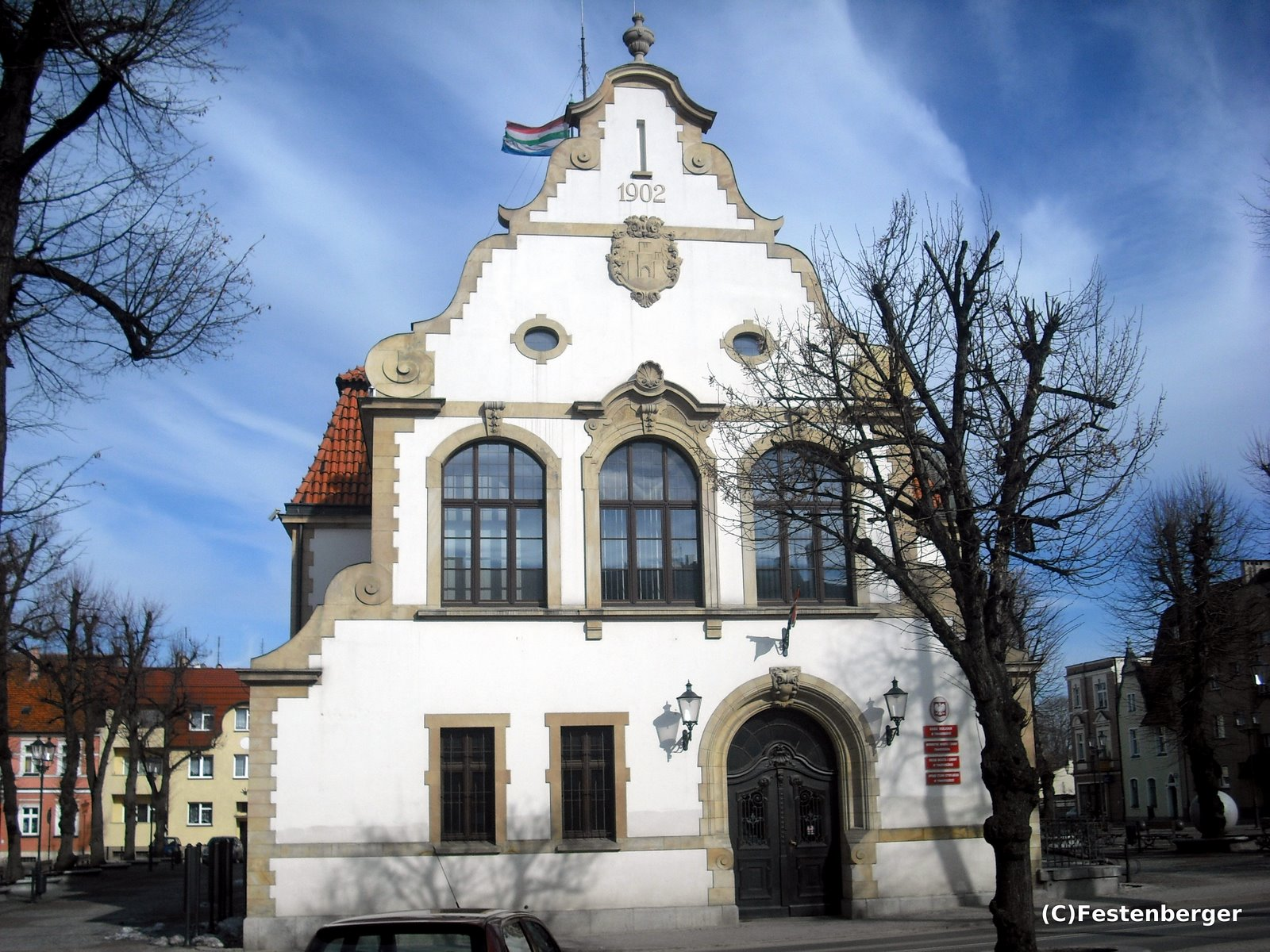
Дом
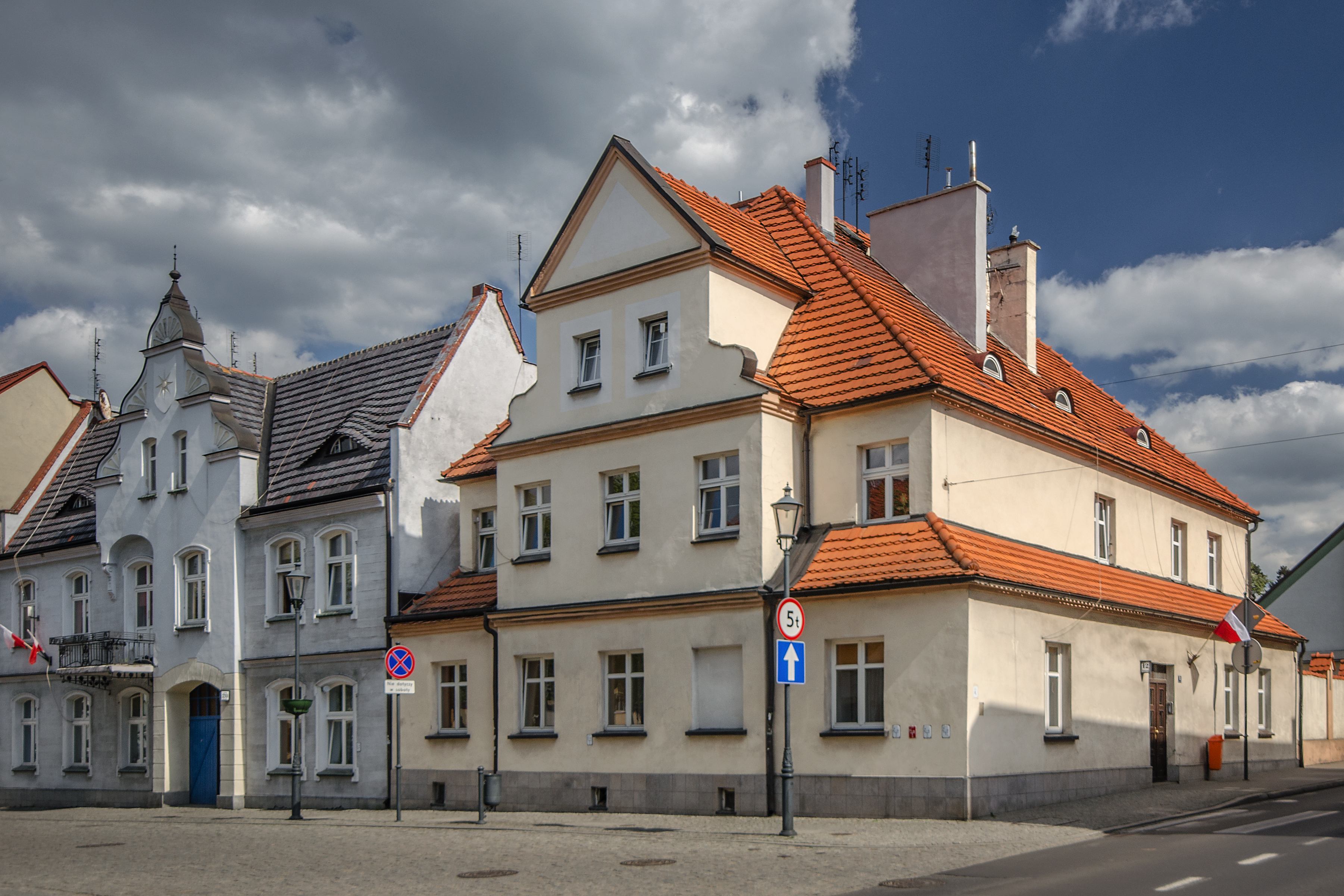
Здания на рыночной площади
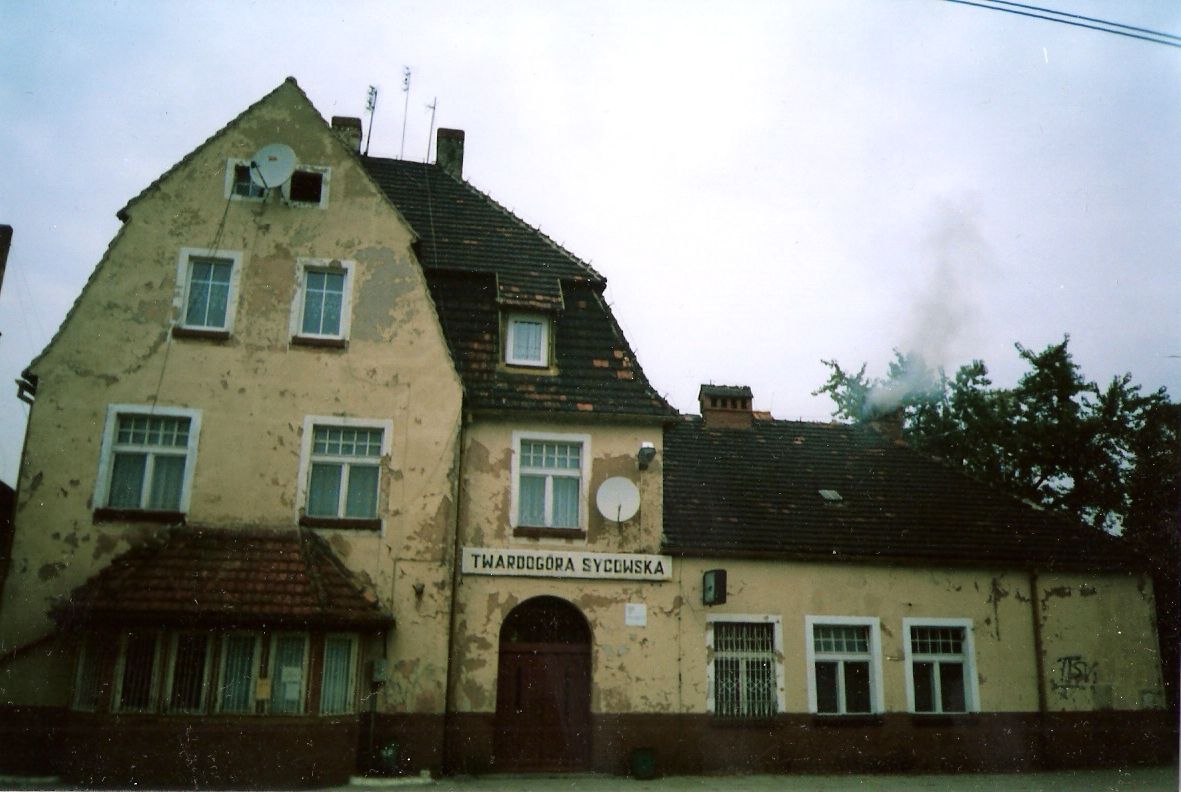
Вокзал